# Кристиан, Шон (мэр)
Шон Брент Кристиан (англ. Shawn Brent Christian; род. 14 сентября 1975, Острова Питкэрн, Британские заморские территории) — политический деятель Островов Питкэрн. Мэр Питкэрна (2014—2019), депутат Совета острова.

## Биография
Шон Кристиан родился 14 сентября 1975 года на Островах Питкэрн в семье Стива Кристиана и Олив Джал Браун и был назван в честь Шона Бранигана, сына друзей его родителей. Кристиан является потомком Флетчера Кристиана по отцовской линии. В 1998 году Шон переехал в Австралию и учился в Ньюкасле, штат Новый Южный Уэльс.
Вместе со своим отцом, который в то время занимал пост мэра острова и старшим братом Рэндаллом, он участвовал в судебном процессе по делу о сексуальном насилии на Питкэрне в 2004 году, а после экстрадиции из Новой Зеландии для предания суду был признан виновным по двум пунктам обвинения: изнасилование ребенка и обвинение в пособничестве изнасилованию. Одно из обвинений связано с инцидентом, в ходе которого Кристан и его брат изнасиловали 12-летнюю девочку. Шон был приговорен к трём с половиной годам тюремного заключения, но через два года был освобождён.
На выборах мэра островов 2013 года Кристиан был избран мэром, опередив Саймона Янга в третьем туре с перевесом в один голос (51,28 %; 20 голосов), так как никто не получил большинство голосов в первом туре, а во втором Саймон Янг и Кристиан набрали по 50 % голосов, в 2016 году он был вновь переизбран на трёхлетний срок. Покинул пост 31 декабря 2019 года.